# Hallegg (Adelsgeschlecht)

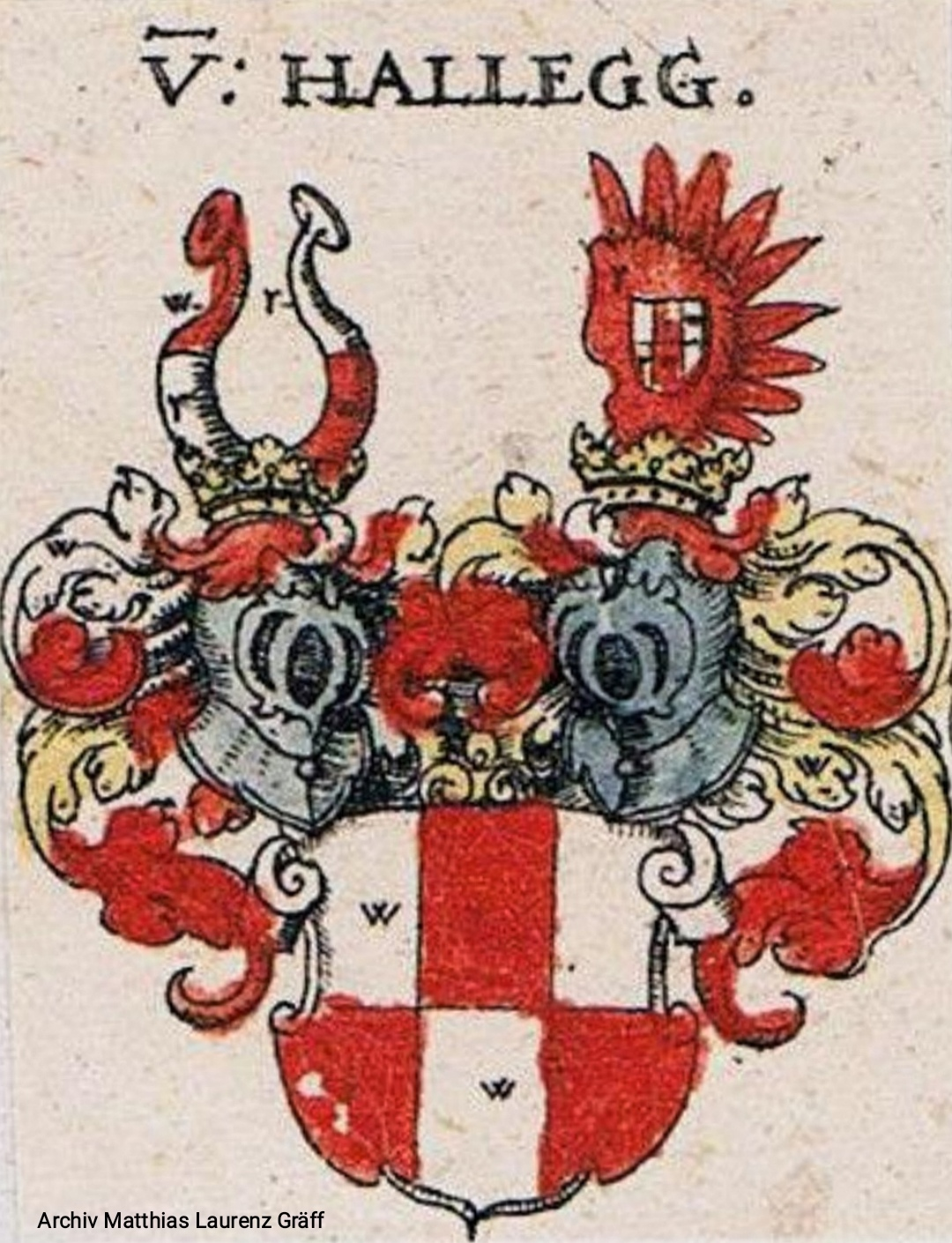
Wappen derer von Hallegg

Die Hallegg, auch Haileke, Hallegger, Hallecker waren ein altes Kärntner Adelsgeschlecht, welches 1765 in den Freiherrenstand erhoben wurde.

## Geschichte
Die Hallegg waren eines der ältesten Kärntner Adelsfamilien, die ab 1198 auf Schloss Hallegg unweit von Klagenfurt nachweisbar sind. Als erste Familienmitglieder werden Otto I. von Hallegg (genannt 1210 und 1249) sowie 1213 die Ministerialen Gerhardus und Albertus de Haileke (von Hallegg) genannt.
Die Gebrüder Heidenreich und Albrecht von Hallegg ließen Mitte des 13. Jahrhunderts die erste Klagenfurter Stadtbefestigung erbauen, welche aber anlässlich der Stadterweiterung im 16. Jahrhundert teilweise abgetragen wurde. Otto II. von Hallegg war von 1390 oder 1492 bis 1410 der erste Vicedom des Herzogtum Kärnten.
Christoph Hallecker (Von Hallegg) wurde 1410/11 als Burggraf auf Sommeregg genannt. Sein Sohn Jörg von Hallegg war Landesverweser des Herzogtums Kärnten sowie Burggraf von Sommeregg, welches 1442 auf Andreas von Graben, dem Gatten seiner Tochter Barbara, überging. Magdalena von Hallegg war zwischen 1481 und 1495 Äbtissin des Nonnenklosters Stift St. Georgen am Längsee in Kärnten. Dionis von Hallegg war 1532 im Aufgebot des Kärntner Adels gegen die Türken, welche in die benachbarte Steiermark eingefallen sind. Sein Sohn Veit von Hallegg war Feldoberst an der Windischen und Kroatischen Grenze resp. kaiserlicher Hauptmann an der Grenze zu Slawonien und wurde durch Kaiser Rudolf II. zum Eques auratus geschlagen. Veits Sohn Adam von Hallegg war 1601 bei der durch Erzherzog Ferdinand unternommenen Belagerung von Kanizsa als Volontair anwesend. Er musste aber aufgrund seines evangelischen Bekenntnisses das Land verlassen, wo er 1630 in Regensburg verstarb. 1603 kam er mit einer Reihe Kärntner Exulanten ins damals protestantische Heideck, ein Amt des Herzogtums Pfalz-Neuburg. Er erwarb die dort gelegene Hofmark Schloss Kreuth und nahm Umbaumaßnahmen vor. Von einem erhaltenen Kapitell des 1932 eingestürzten gewölbten Stalles erfahren wir die Jahreszahl 1608. 1621 erwarb er das Kirchstuhlrecht in der Stadtpfarrkirche. Drei Jahre später verkaufte er Kreuth an den im Nachbarort residieren jüngeren Bruder des Landesherren, Pfalzgraf Johann Friedrich von Pfalz-Hilpoltstein.
Johann Maximilian Friedrich von Hallegg war k. k. Landrat in Kärnten und wurde 1765 (siehe Gotha) in den Freiherrenstand erhoben. Als letztes werden die Gebrüder Johann von Hallegg (* 1792), kaiserlicher Oberst, der unverheiratet blieb und Maximilian von Hallegg (* 1796), gleichfalls kaiserlicher Oberst, welcher an der Theresianische Militärakademie lehrte, und seinen Ruhestand in Wien verlebte, genannt.

### Verwandtschaftsverhältnisse
Die Hallegger war unter anderem mit den Dietrichstein, Rogendorf, Guttenstein, Graben, Welzer, Ernau, Neuhaus, Herberstein, Thannhausen und Kellersperg durch Heirat verbunden.

### Besitz
Die Hallegg besaßen bis 1433 das namensgebende Schloss und die Herrschaft Hallegg unweit von Klagenfurt, in der Stadt bewohnten sie einen befestigten Ansitz in der damaligen Wienergasse. Ihr weiterer Besitz umfasste unter anderem die Herrschaft Ratzenegg sowie den Seidlhof.

### Wappen
Blasonierung: von Silber und Rot einmal geteilt und zweimal gespalten. Das obere Feld ist abwechselnd in Silber und Rot, das untere entgegengesetzt tingiert. Auf dem Schild zwei (bzw. drei) offene gekrönte Helme, der eine mit zwei von Rot und Silber quadrierten Büffelhörner, der andere (bzw. die beiden äußeren) mit einem Adlerflügel. Die Helmdecken sind rot-silber.

## Information
Die Daten zu diesem Artikel wurden aus der Von Graben Forschung von Matthias Laurenz Gräff übernommen.